# Agent Sawu
Agent Sawu (24 ottobre 1971) è un ex calciatore zimbabwese, di ruolo attaccante.

## Caratteristiche tecniche
Era una punta centrale.

## Carriera

### Club
Ha cominciato a giocare in patria, allo Zimbabwe Saints. Nel 1991 si è trasferito a Cipro, all'APOP Kinyras. Nel 1993 è tornato allo Zimbabwe Saints. Nel gennaio 1994 si trasferisce in Svizzera, al Kriens. Dopo una buona stagione, il 27 luglio 1994 passa al Lucerna. Nel 1998 viene acquistato dallo Young Boys. Il 19 febbraio 2000 passa al Basilea. Al termine della stagione si trasferisce al Wil. Il 24 febbraio 2002 passa al Chongqing Lifan, squadra cinese. Nel 2003 torna in patria, al Dynamos. Nel 2004 si trasferisce in Sudafrica, al Bush Bucks. Nel 2005 viene acquistato dal Durban Stars. Nel 2007 passa al Pietersburg Pillars, con cui conclude la propria carriera nel 2008.

### Nazionale
Ha debuttato in nazionale nel 1992. Ha partecipato, con la maglia della nazionale, alla Coppa d'Africa 2004.

## Palmarès

### Individuale
- Capocannoniere della Lega Nazionale B: 2

2000-2001 (21 reti), 2001-2002 (19 reti)